# Tempio di Giove Anxur
Il tempio di Giove Anxur è un tempio romano costruito su un'imponente sostruzione del I secolo a.C. sul monte Sant'Angelo, nella città di Terracina, in provincia di Latina.

## Geografia e storia
Il monte Sant'Angelo, noto anche come monte Giove (per i Romani mons Neptunius, 227 m s.l.m.) costituisce l'ultima propaggine dei monti Ausoni, che giunge fino al mar Tirreno, chiudendo a sud la pianura pontina.
Sulle sue pendici meridionali era sorto il centro ausonio di Terracina, poi volsco con il nome di Anxur e conquistato definitivamente dai Romani alla fine del V secolo a.C.. Nel 329 a.C. la città divenne colonia romana e nel 312 a.C. il monte fu aggirato alle spalle dal tracciato della nuova via Appia, tra Roma e Capua. A quest'epoca risalgono i primi terrazzamenti in opera poligonale, per l'erezione di un primo santuario, probabilmente legato al culto oracolare e forse non comprendente un tempio.
Alla seconda metà del II secolo a.C. si deve un rifacimento con una serie di ambienti addossati alla roccia a monte (cosiddetto "piccolo tempio").

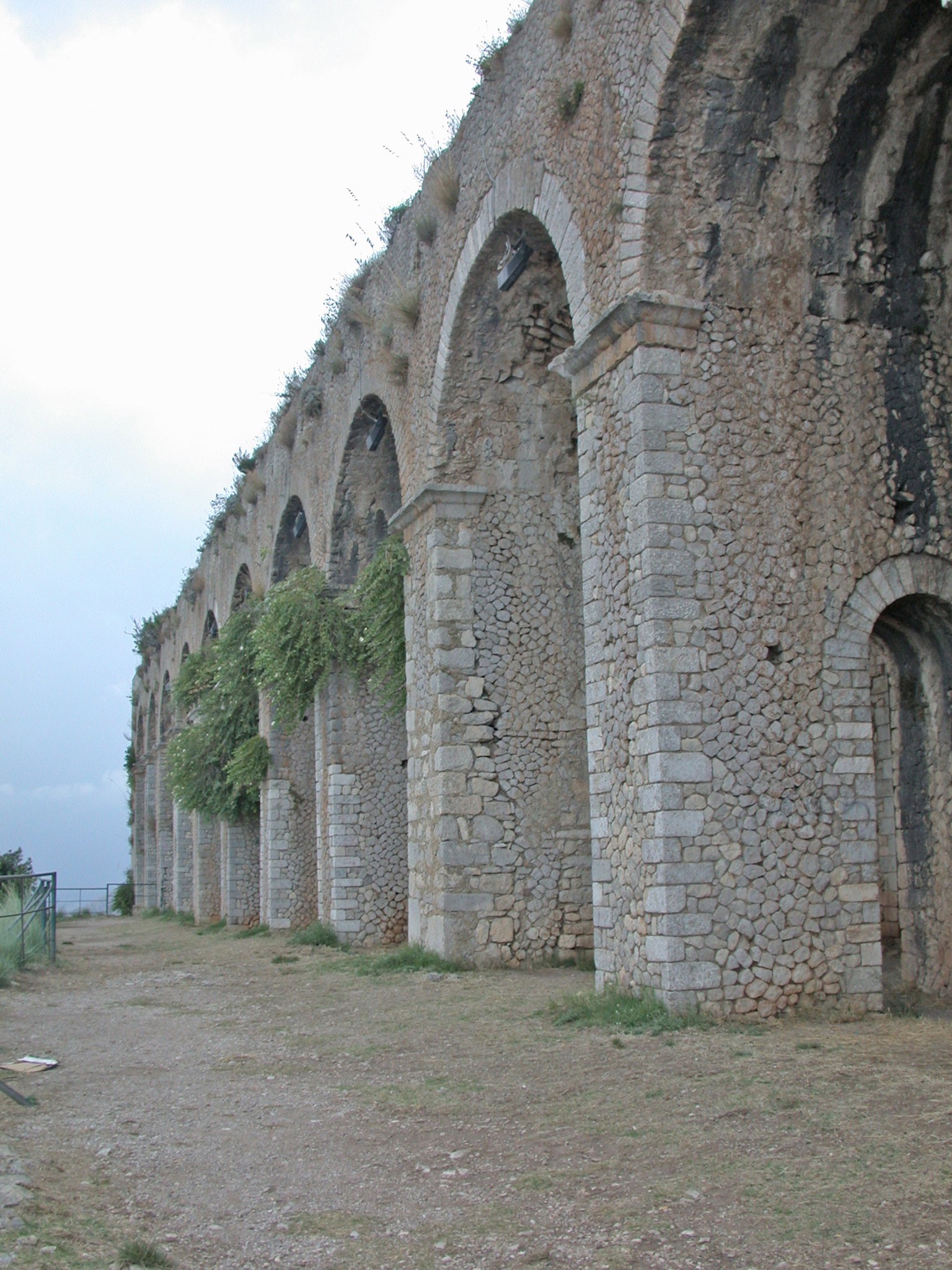
La facciata della grande costruzione a terrazza

In epoca sillana, agli inizi del I secolo a.C., si data una monumentale ricostruzione, con una cinta muraria e un campo militare per il controllo del passaggio della via Appia e il nuovo grande tempio, edificato su una scenografica terrazza di fondazione in opera incerta, con portico retrostante.
Dopo l'epoca romana il santuario fu distrutto e incendiato e i resti furono noti in epoca medioevale con il nome di "palazzo di Teodorico". Nell'Alto Medioevo nella zona del cosiddetto "piccolo tempio" si insediò un monastero benedettino dedicato a San Michele Arcangelo, dal quale l'intero colle prese il nome attuale. In particolare un corridoio interno di sostruzione fu trasformato in chiesa, con affreschi del IX secolo. Altre strutture medioevali (resti di una torre quadrata e di mura di recinzione e tracce di frequentazione del XIII secolo) testimoniano la continuazione dell'uso militare della sommità del colle.
L'area venne definitivamente abbandonata alla fine del XVI secolo, con lo spopolamento della città di Terracina. Al 1894 risalgono i primi scavi, condotti dallo studioso locale Pio Capponi, seguiti da altri scavi di Luigi Borsari nel 1896.

### Il culto
La tradizionale identificazione della divinità del tempio con Iuppiter Anxur, divinità protettrice della città e probabilmente oggetto di culto urbano, è messa in dubbio sia dal ritrovamento di un'iscrizione recante il nome della dea Venere che dalla presenza di alcuni oggetti votivi (tra cui colombe in pasta vitrea) che recavano incisioni con dedica a Venus Obsequens.
Il santuario minore (probabilmente il più antico) doveva essere invece dedicato al culto della dea Feronia, forse introdotto nella regione già all'epoca dell'occupazione volsca nel V secolo a.C. Tale culto è infatti attestato anche in altri punti della città e, le fonti antiche, ricordano la presenza di un fanum Feroniae (bosco sacro) presso monte Leano. Alla dea Feronia poteva essere stato dedicato il più antico edificio templare, costruito sulla terrazza detta del "piccolo tempio" (del terzo quarto del II secolo a.C.), che dominava direttamente la città e la sua pianura agricola, mentre la terrazza adiacente, trasformata in seguito per l'erezione del tempio successivo, doveva essere in un primo momento riservata all'oracolo.
La cinta muraria costruita a nord del santuario come sbarramento della via Appia, fu forse dovuta al pericolo determinato dal risalire di Silla verso Roma (83 a.C.) durante la sua lotta con Mario. La successiva vittoria di Silla determinò forse il progetto edilizio che doveva rivoluzionare la struttura dell'antico santuario, aggiungendovi il grandioso tempio dedicato a Venere, protettrice della fortuna del dittatore e un nuovo culto destinato a mettere in ombra la più antica divinità, rivolto verso il porto e le attività commerciali e non più verso la città e le attività agricole del territorio.

## Il santuario

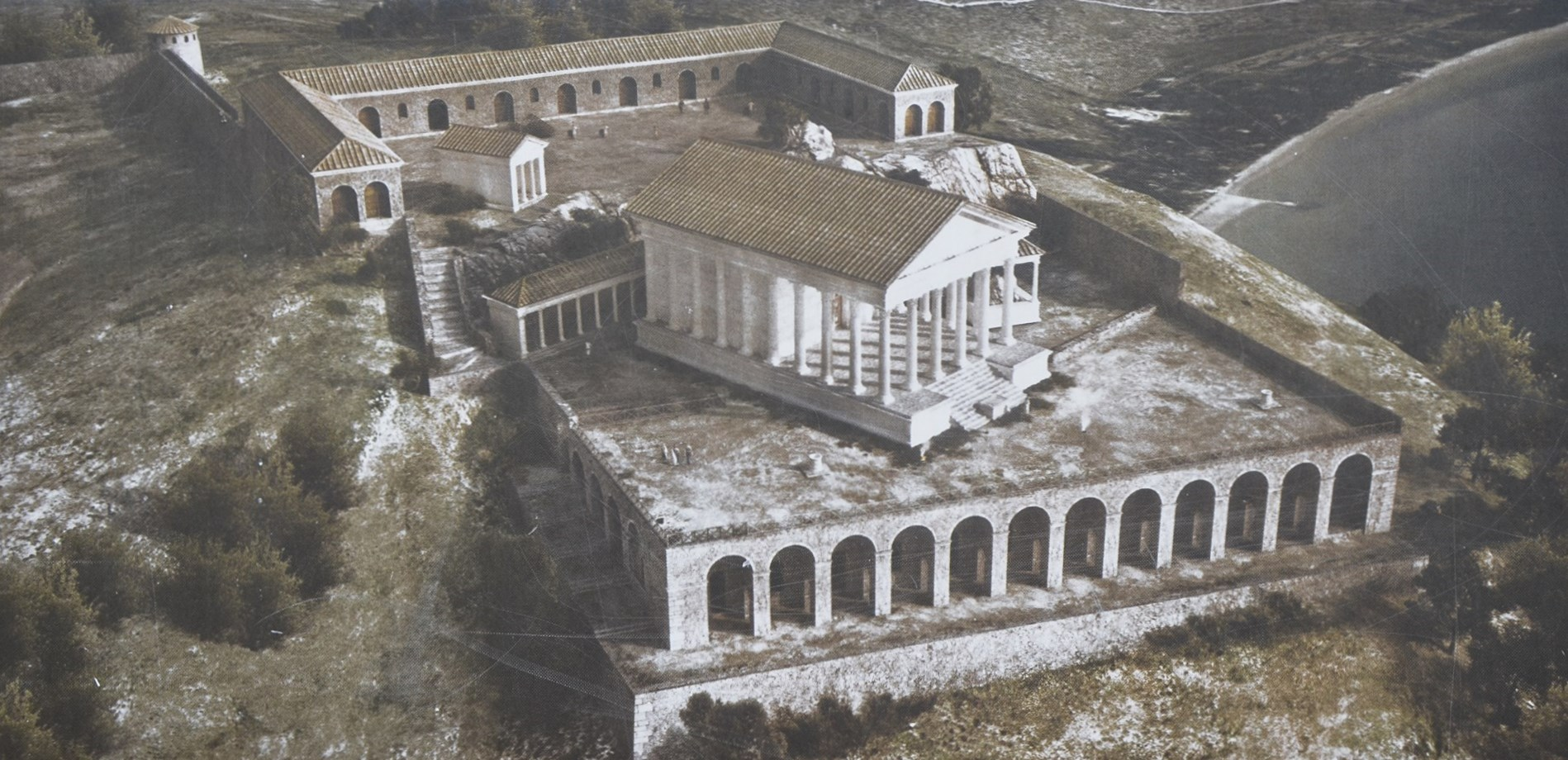
Ricostruzione virtuale del santuario

Il santuario, giunto fino a noi nel rifacimento di epoca sillana, comprende una terrazza superiore ("campo trincerato") con uso prevalentemente militare, e una terrazza inferiore, che ospita il grande tempio e il santuario oracolare. Verso ovest una terza terrazza ("piccolo tempio") presentava una serie di camere a volta, ornate da affreschi e fu in parte rimaneggiata per l'inserimento del convento di San Michele Arcangelo.

### Il "campo trincerato"
La parte alta del santuario corrispondeva alla zona militare, dotata di una cinta di mura con nove torri circolari che proteggeva il santuario e lo collegava all'acropoli della città. Il campo era costituito da un portico su tre lati di un piazzale aperto verso sud: alle spalle del braccio di fondo era un camminamento di ronda e una serie di cisterne collegate tra loro.
All'angolo sud-ovest del piazzale si trova un piccolo tempio in antis (con cella preceduta da due colonne tra i prolungamenti del muro della cella stessa).

### Il tempio
Sulla grande costruzione inferiore sorgeva il "grande tempio" (18,70 x 32,58 m), con orientamento divergente da quello della terrazza e con la facciata volta quasi esattamente verso sud.
L'edificio sorgeva su un alto podio, a cui si accedeva con una scalinata frontale di dodici scalini, che forse ospitava al centro l'altare. Il pronao, profondo quasi quanto la cella, aveva sei colonne corinzie in calcare sulla fronte e quattro sui lati.
La cella, a pianta quasi quadrata (14,10 x 13,60 m), era decorata all'esterno da sei semicolonne sui fianchi e sei sul retro, in muratura stuccata, addossate alle pareti. All'interno era un mosaico in tessere bianche, bordato da una semplice fascia nera, e sul fondo era il podio per la statua della divinità. In un primo momento la cella era più ampia all'interno, ma venne in seguito foderata da un muro interno di rinforzo, forse in seguito ad un incendio.

### La terrazza del tempio

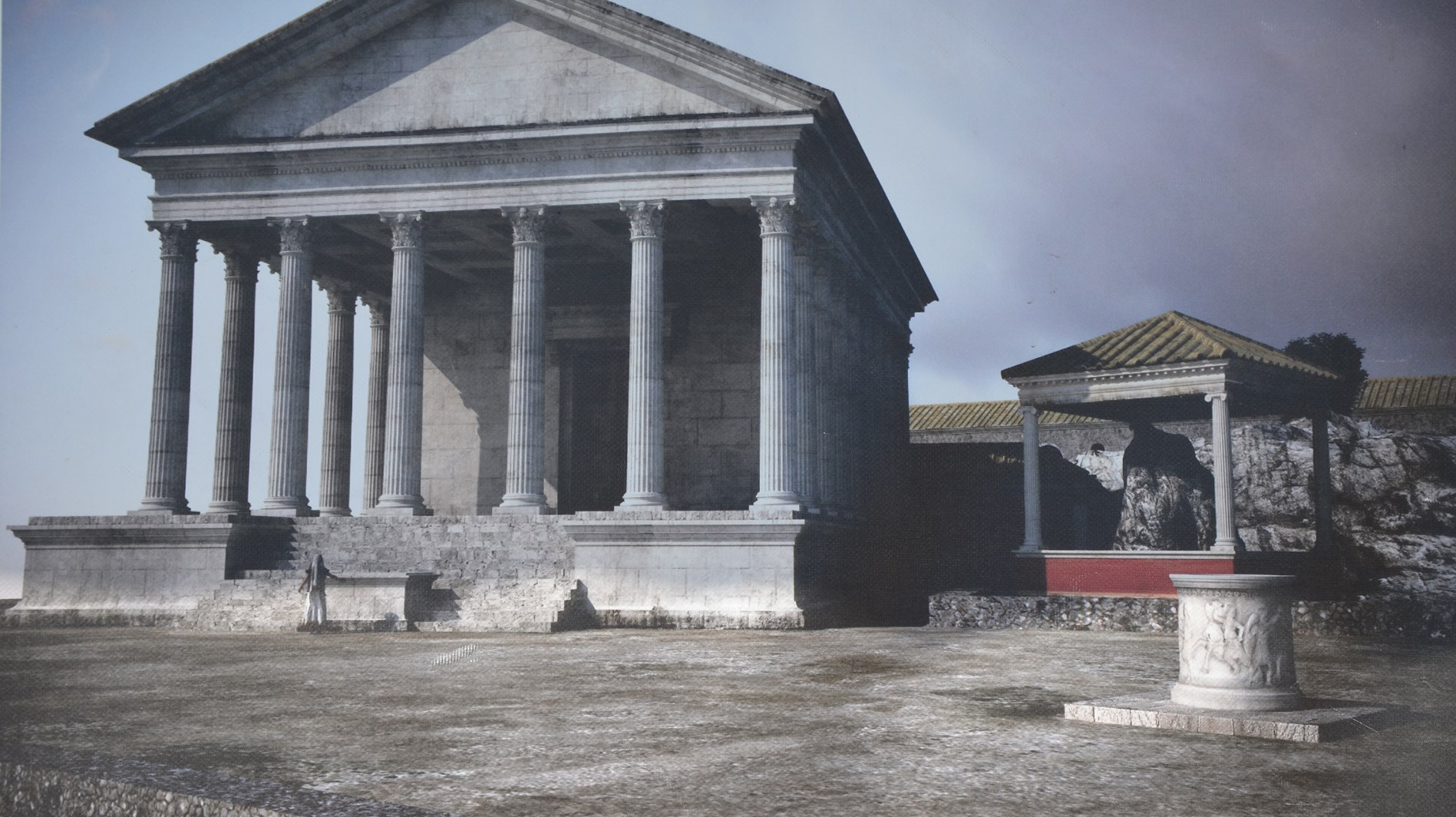
Ricostruzione virtuale del tempio con a fianco la roccia oracolare

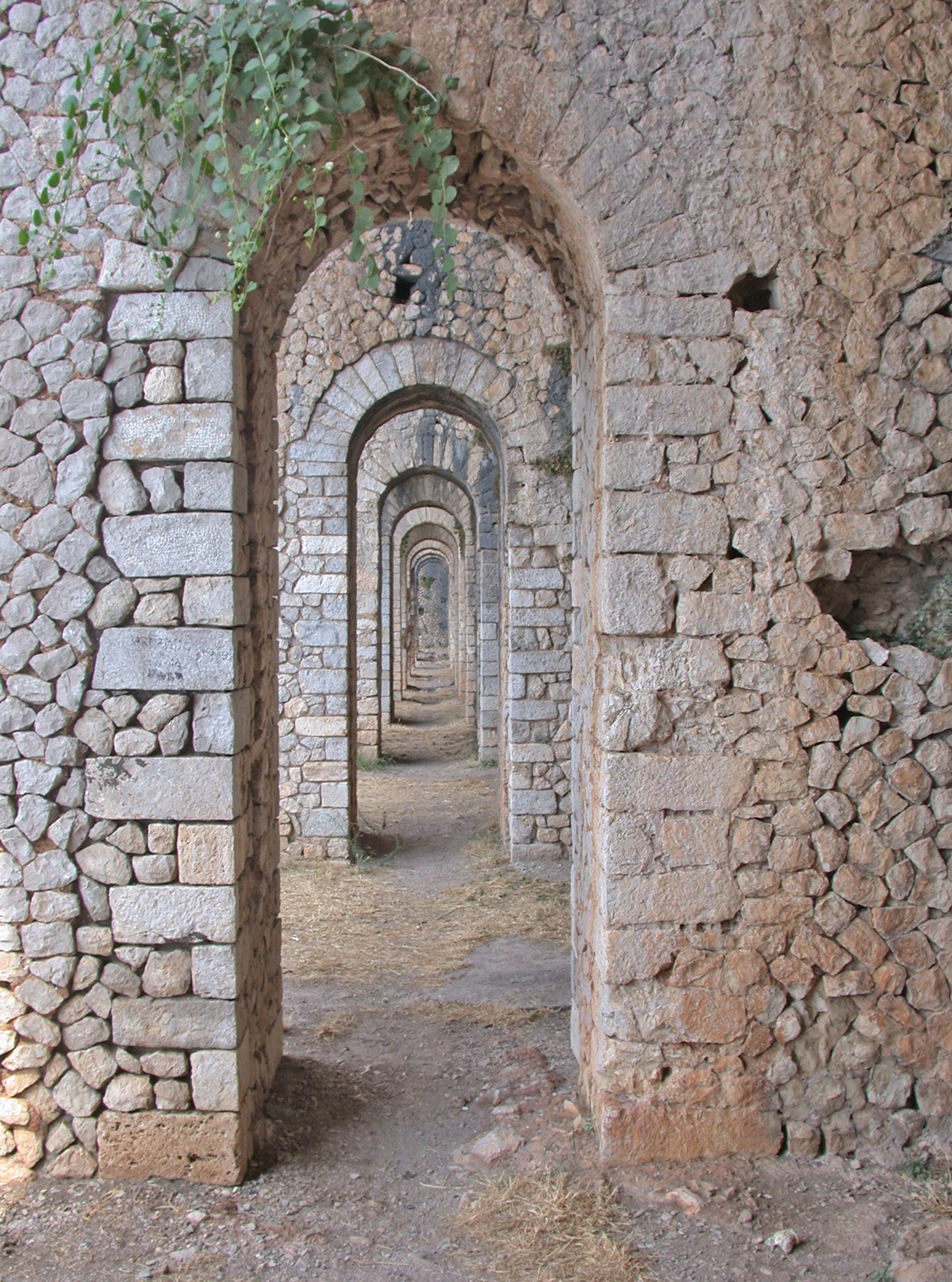
Il corridoio esterno con le arcate che mettono in comunicazione gli ambienti

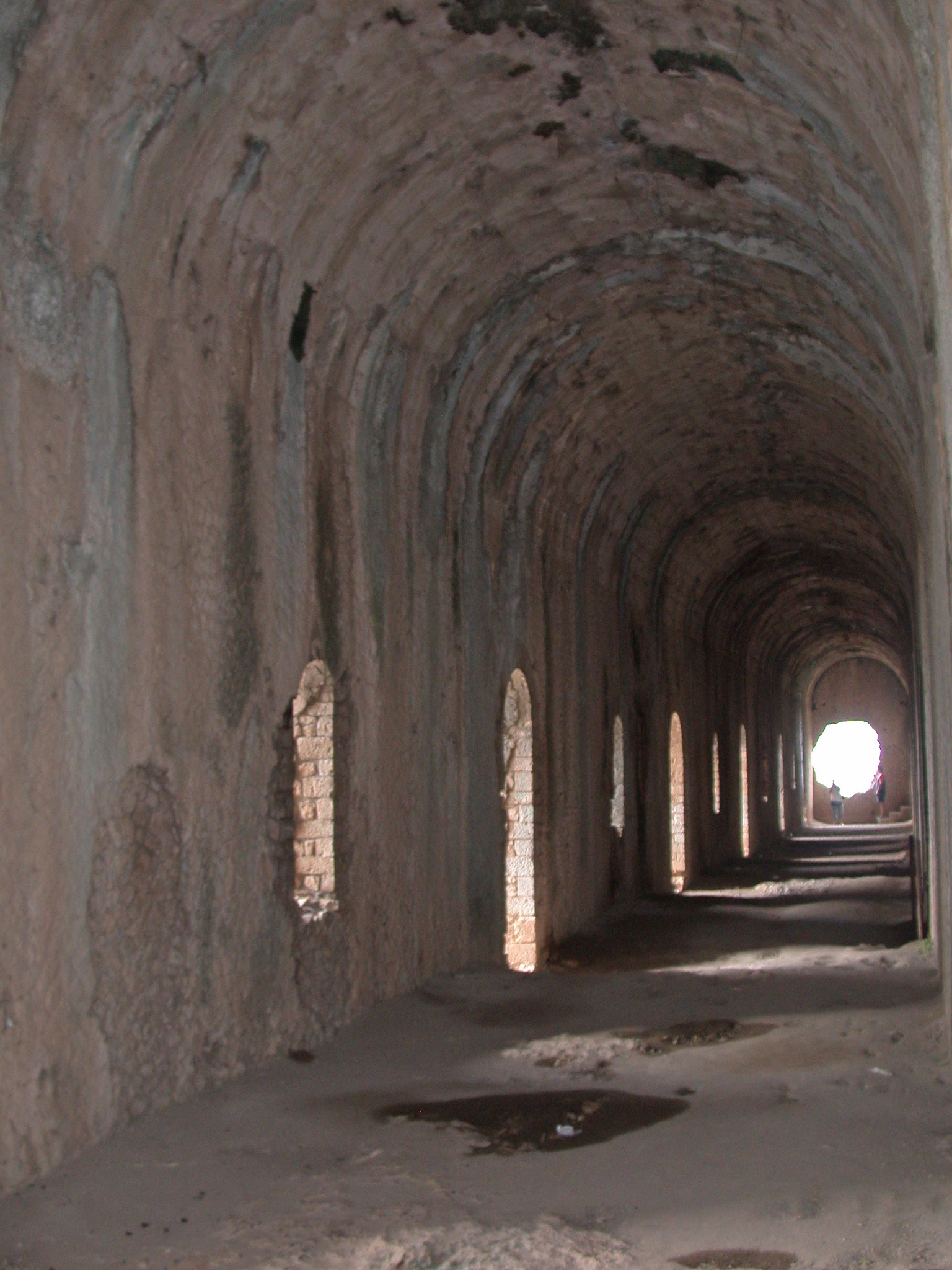
Il corridoio interno

Alle spalle del tempio la terrazza, ricavata in parte nella roccia, era chiusa verso nord da un portico con lo stesso orientamento dell'edificio sacro. Questo, costruito contro la roccia della collina, era sopraelevato con tre gradini e dotato in origine di un colonnato, forse corinzio. L'interno doveva essere dipinto e costituiva luogo di sosta per i pellegrini.
Sul fianco occidentale del tempio si trovava il santuario oracolare: una roccia naturale isolata, con cavità all'interno collegate tra loro, che permettevano di far arrivare il soffio di aria all'esterno. La roccia fu rivestita da un basamento quadrangolare in opera incerta, che sosteneva un'edicola con quattro colonnine in laterizio con capitelli ionici in travertino. Ai piedi della roccia era stata scavata una fossa, dove negli scavi del 1894 si rinvennero numerose offerte votive in piombo. Il santuario oracolare era chiuso da un muro e accessibile solo dall'estremità del portico.
Dalla terrazza sul lato est una scala permette di raggiungere i tre ambienti coperti a volta al livello inferiore, i quali danno accesso alla facciata del basamento di sostruzione della terrazza. Questo, poggiato su un'ulteriore terrazza di fondazione e costruito in opera incerta, si presenta in facciata con dodici arcate che danno accesso ad altrettanti ambienti coperti da volte a botte e collegati da alti passaggi arcuati nei muri tra un ambiente e l'altro. Sul fondo alternativamente porte e finestre danno verso un lungo corridoio (largo circa 3,50 m) anch'esso coperto a volta e rivestito da intonaco.
Alle spalle del corridoio si apre una grotta naturale, a un livello inferiore, successivamente regolarizzata, probabilmente collegata con il santuario oracolare.

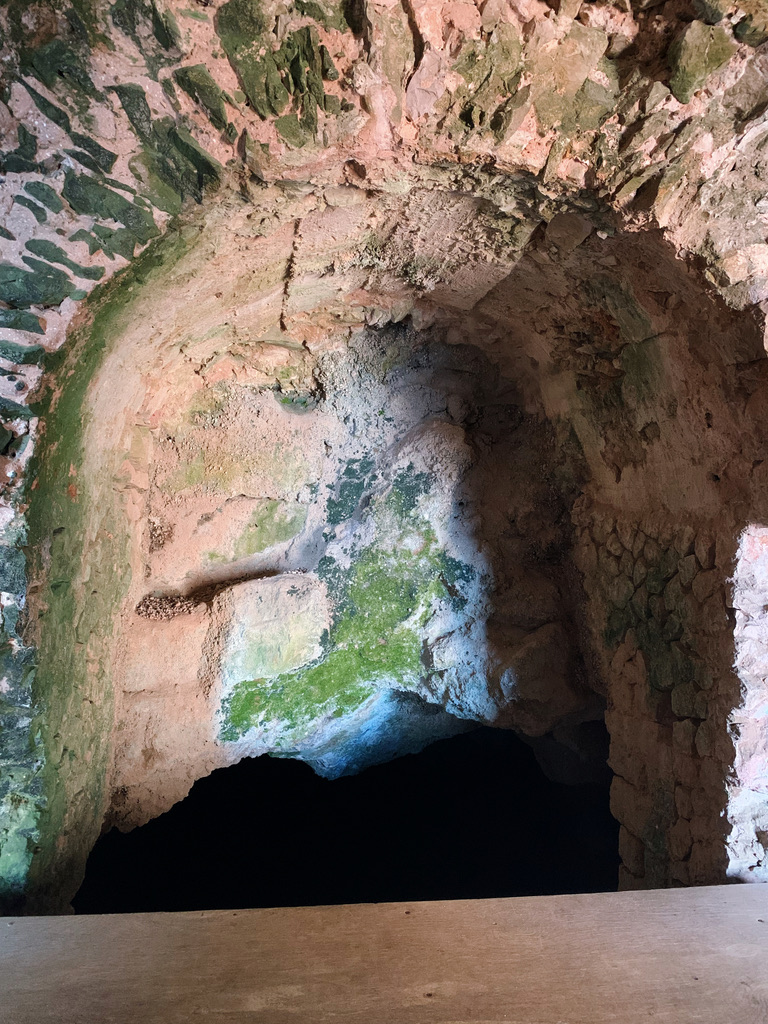
Ingresso della grotta oracolare all'interno del tempio.

Nella parte più alta della terrazza, verso ovest, resta traccia di un più antico muro di sostruzione in opera poligonale, che apparteneva alla più antica fase del santuario, costituita da due terrazzamenti a livelli diversi, poi sostituiti dalla grandiosa sostruzione sillana per l'erezione del tempio.

### Il "piccolo tempio"
Verso ovest un terrazzamento si pone all'arrivo dell'antica strada proveniente dalla città, che vi passava davanti. Vi si trovano nove ambienti voltati, costruiti in un'opera incerta, più irregolare e probabilmente più antica di quella del terrazzamento del tempio e aperti con arcate allungate, fiancheggiati da avancorpi più sporgenti. Anche questi ambienti comunicano tra loro per mezzo di passaggi arcuati e si aprono verso l'esterno con ampie arcate come le successive sostruzioni della terrazza del tempio. Gli ambienti conservano tracce di affreschi in primo stile pompeiano (stucchi e dipinti imitanti un rivestimento marmoreo), attribuibili al terzo quarto del II secolo a.C.
Allo stesso modo alle spalle di questi ambienti si apre un corridoio coperto a volta, attualmente in parte crollato. Alle spalle si aprono tre cisterne, la principale formata da due ambienti intercomunicanti. Nella parte superiore della terrazza resta traccia di un ambiente con pavimento in mosaico bianco e nero.
All'estremità orientale del corridoio interno si insediò la chiesa del convento di San Michele Arcangelo: di questa fase restano tracce di affreschi del IX secolo (Madonna con Bambino tra i santi Michele e Gabriele sulla parete di fondo, dove era posto l'altare). Resti di altri ambienti pertinenti al monastero, con basamenti per torchi e vasche, sono stati riportati in luce nel 1988 nella parte più alta della terrazza.
L'interpretazione di queste strutture è incerta: si possono riferire a una prima fase del santuario, con l'erezione di un primo tempio, oggi scomparso per i successivi interventi altomedioevali, ovvero a ambienti di alloggio e di servizio.

## L'architettura
Il santuario di Terracina si inserisce nel quadro dei grandi santuari repubblicani del Lazio, costruiti tra la metà del II e la metà del I secolo a.C. in posizioni scenografiche e dominanti, su imponenti sostruzioni a terrazze.
Viene utilizzata la nuova tecnica edilizia del cementizio, recentemente elaborata a Roma, con le forme degli ordini architettonici, derivate dalla tradizione ellenistica. Il modello per la disposizione scenografica su terrazze digradanti può riferirsi ai grandi santuari della città di Pergamo, in Asia Minore, mentre i templi sorgono su alti podi e privi del colonnato sul retro (sine postico, inutile per la prevalente visione frontale). Le terrazze sono spesso circondate da portici su tre lati e spesso le arcate e le volte si affiancano o vengono nascosti dai colonnati.

## Il Monumento naturale
Dal 2000 il tempio di Giove Anxur viene tutelato come monumento naturale, ed è affidato in gestione dal comune di Terracina.

## Videografia
Nel tempio di Giove Anxur è stato girato il video della canzone di Luciano Ligabue, "Happy Hour".
Ricostruzione del santuario: https://www.youtube.com/watch?v=AMmxj9PPBSw&t=7s